# Michelozzo
Michelozzo, teljes nevén Michelozzo di Bartolomeo Michelozzi (Firenze, 1396 – Firenze, 1472) olasz szobrász, építész, ötvös. Brunelleschi mellett a reneszánsz építészet legkiemelkedőbb alakja.

## Élete

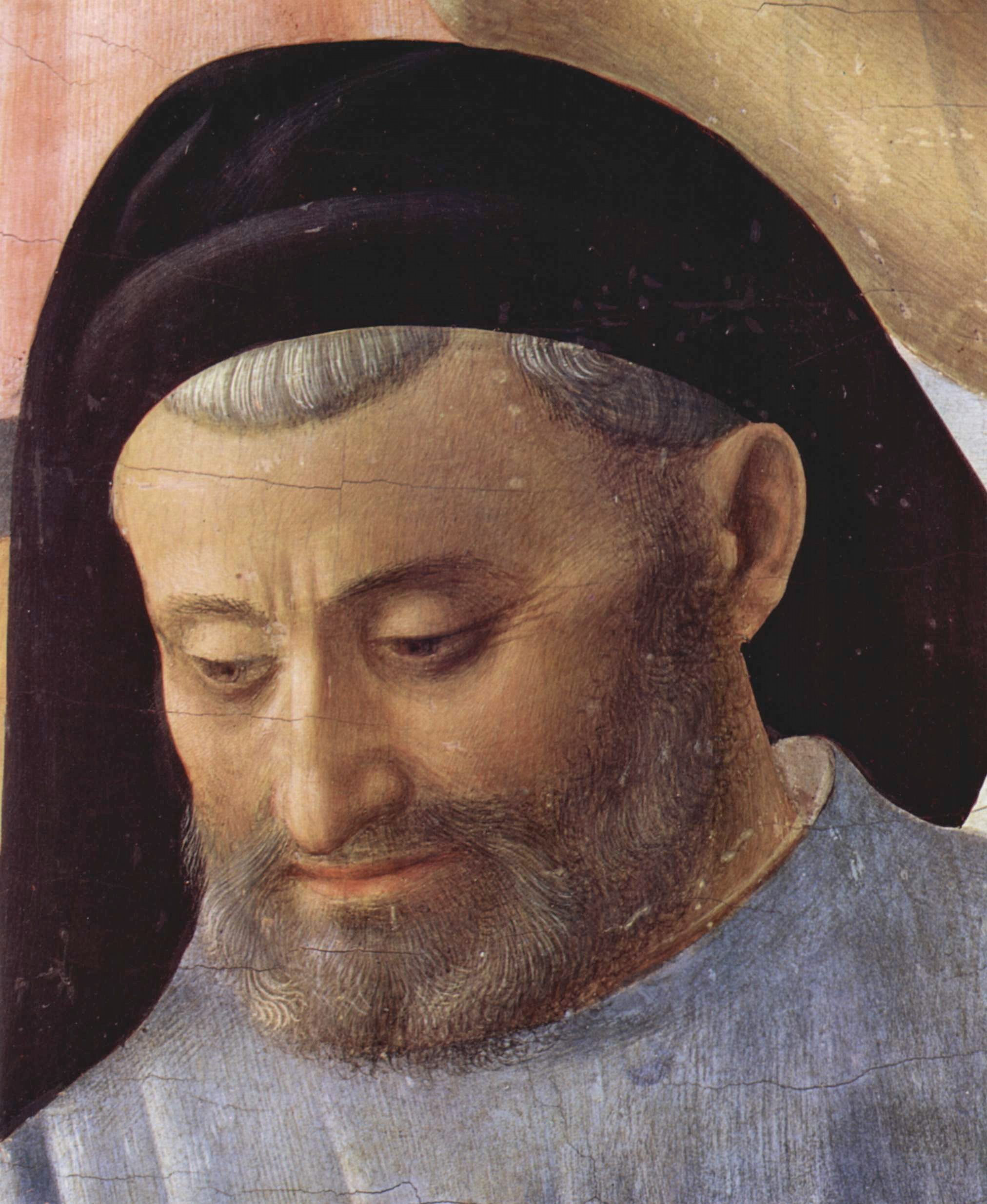
Michelozzo feltételezett portréja

Szerény családból származott, apja burgundiai eredetű szabó. Pénzverőként kezdett dolgozni, aztán  Lorenzo Ghiberti műhelyében ötvösnek tanult, és mint ügyes ércöntő Luca della Robbia számára is dolgozott. Szobrászként Donatello tanítványa, majd mintegy tíz éven át, 1425-től 1433-ig mint társa dolgozott különböző munkákon. Ekkor készültek Donatellóval közös jelentős szobrászati alkotásai, mint például az Orsanmichele tabernákuluma, Baldassare Cossa, XXIII. János (ellenpápa), Brancacci, Aragazzi síremléke és a prátói dóm homlokzatán lévő külső szószék. Egész életében készített szobrokat, de élete főművét építészként alkotta.
Szobrászati műveiben Donatello hatásán kívül főleg Luca della Robbia befolyása és az ókori szobrászati emlékek tanulmányozása hagyott nyomot. Míg Brunelleschi az új építészet megalapozója, Alberti az elméleti alapokon dolgozik, Michelozzo ezen elveken keresztül – Firenze gazdag rétegének igényeihez alkalmazva - valósítja meg az új formajegyeket, egyéni stílusát.

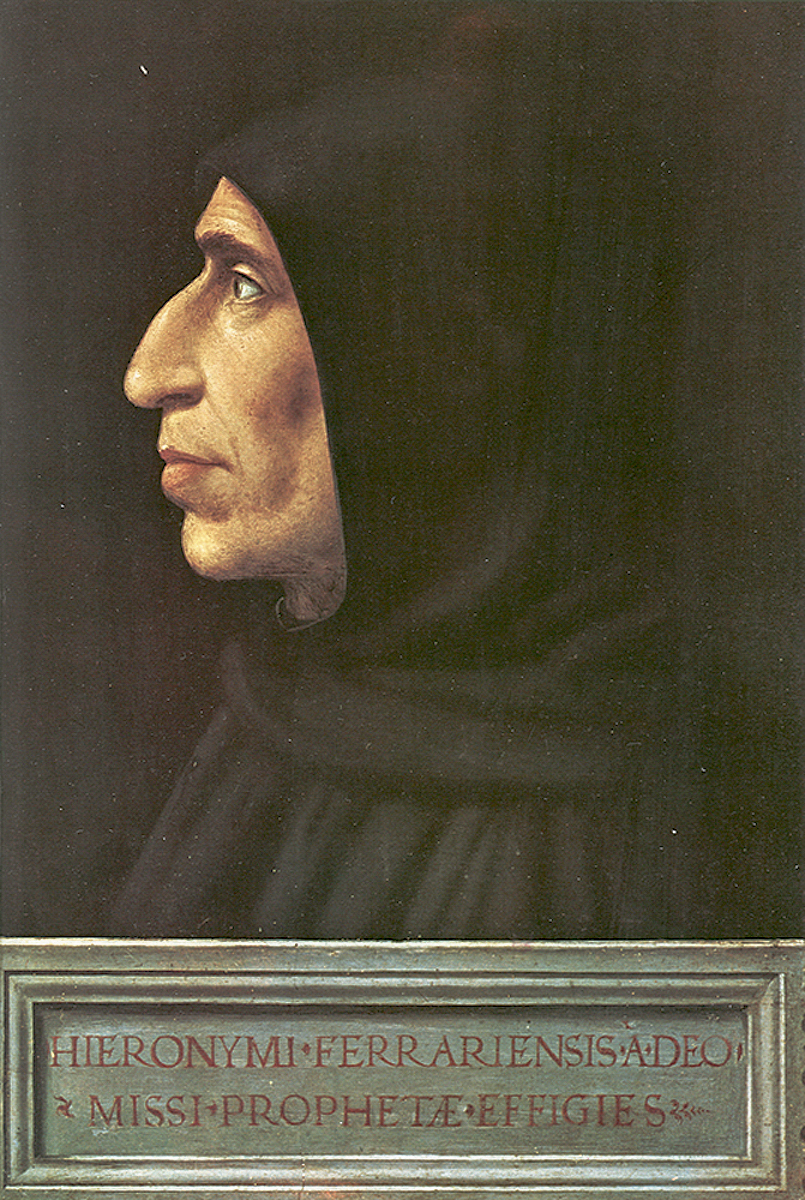
Girolamo Savonarola

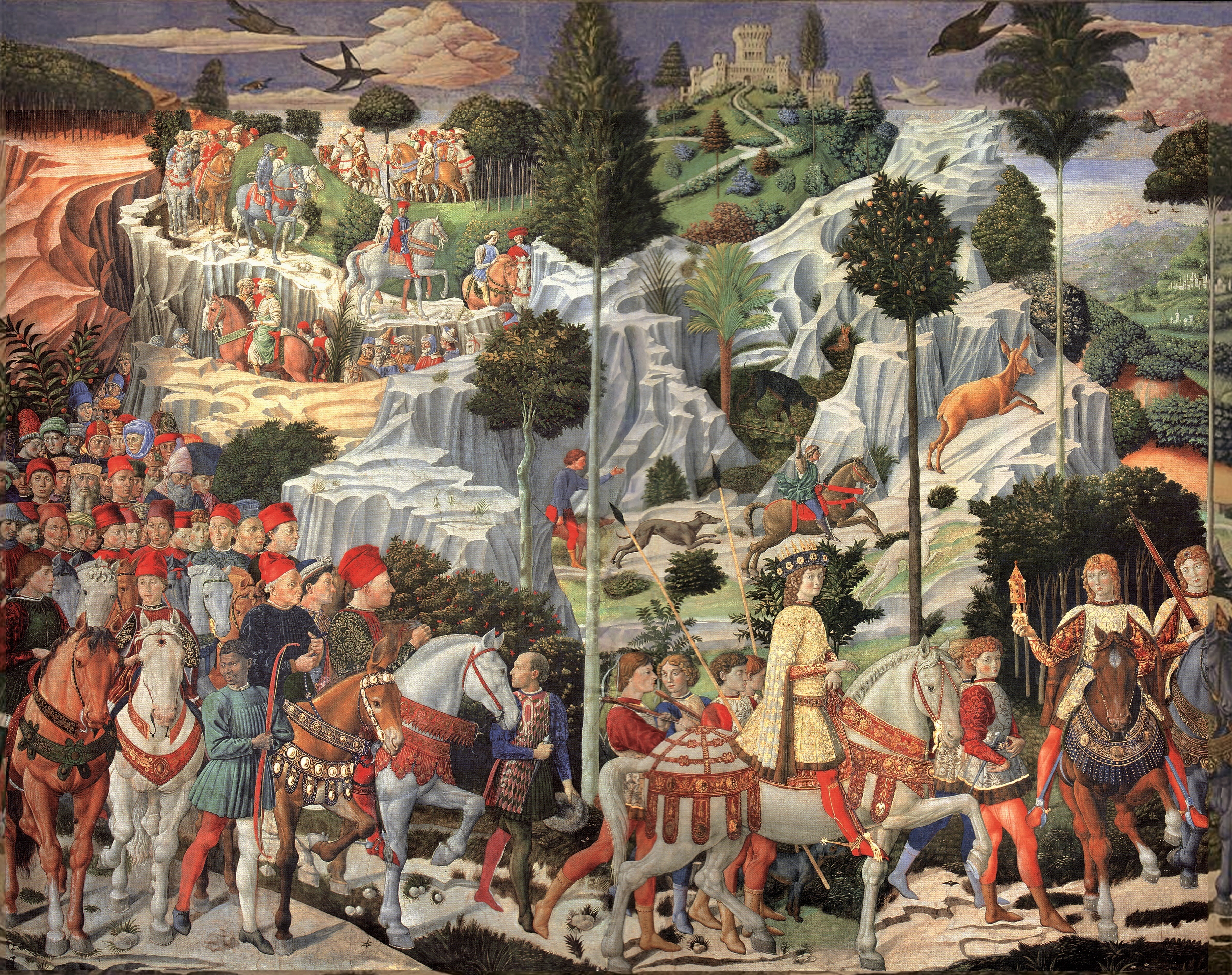
Palazzo Medici-Riccardi kápolna Benozzo Gozzoli freskója: A háromkirályok vonulása avagy A mágusok dicsérete

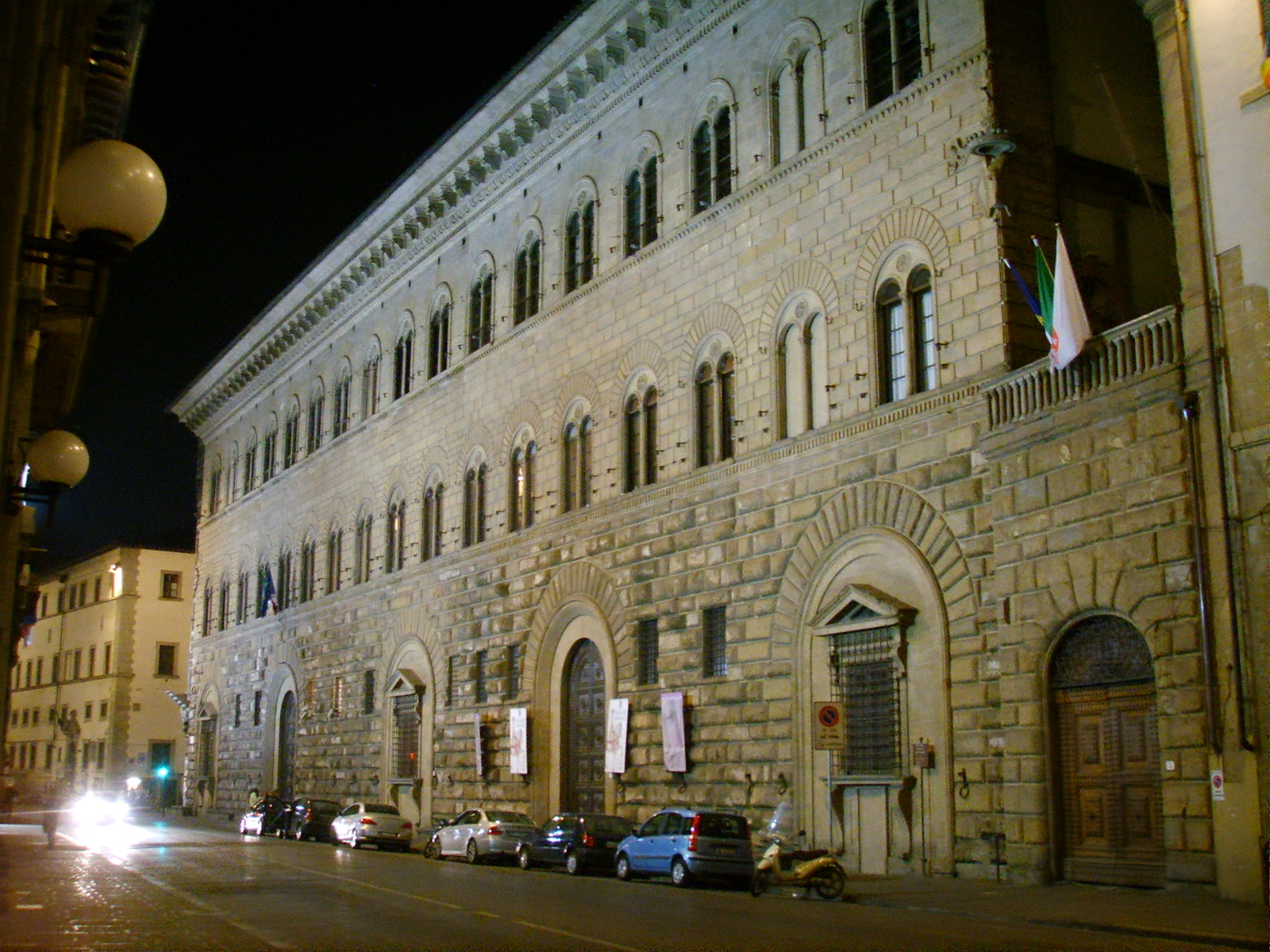
Palazzo Medici-Riccardi

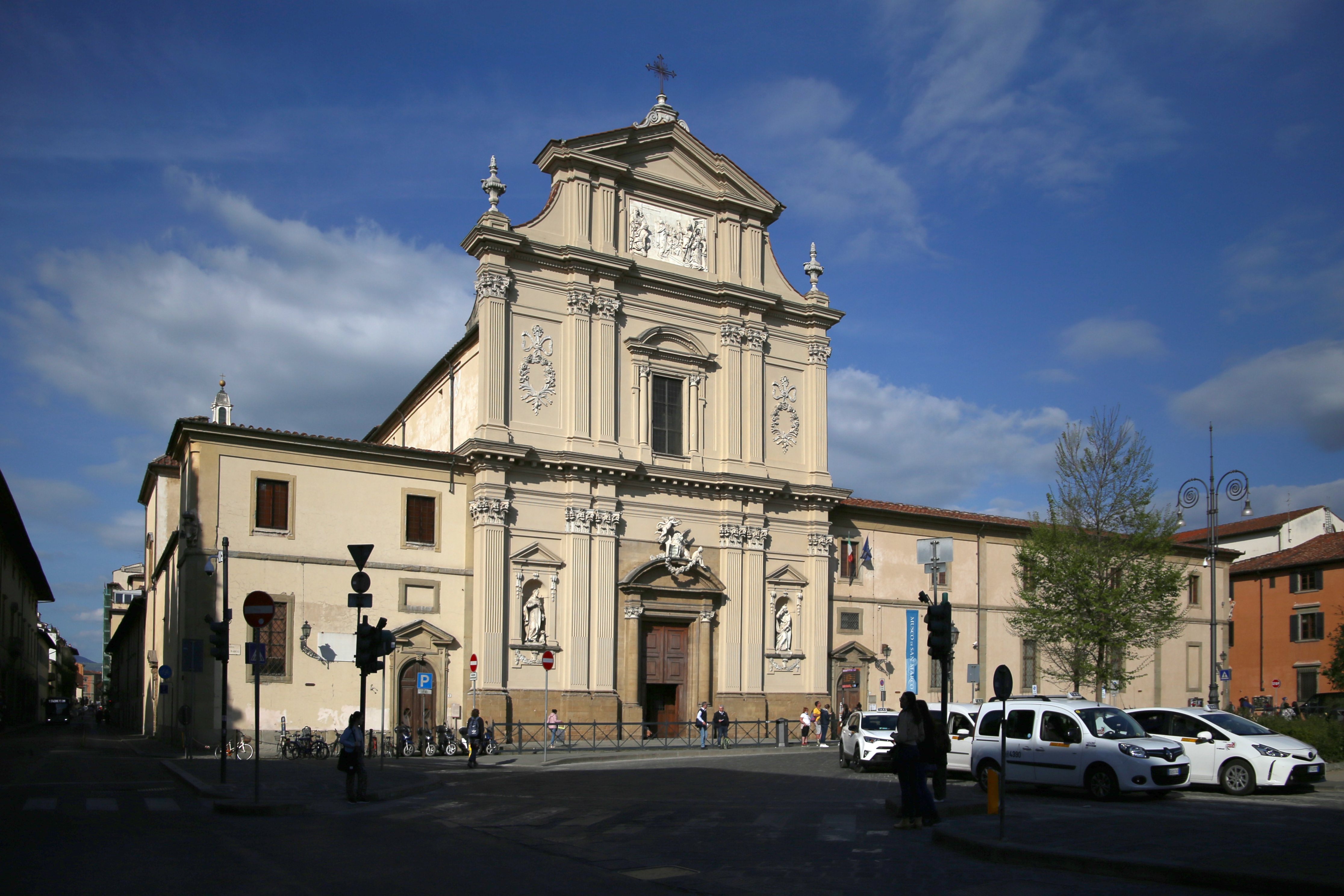
Szent Márk kolostor 2007

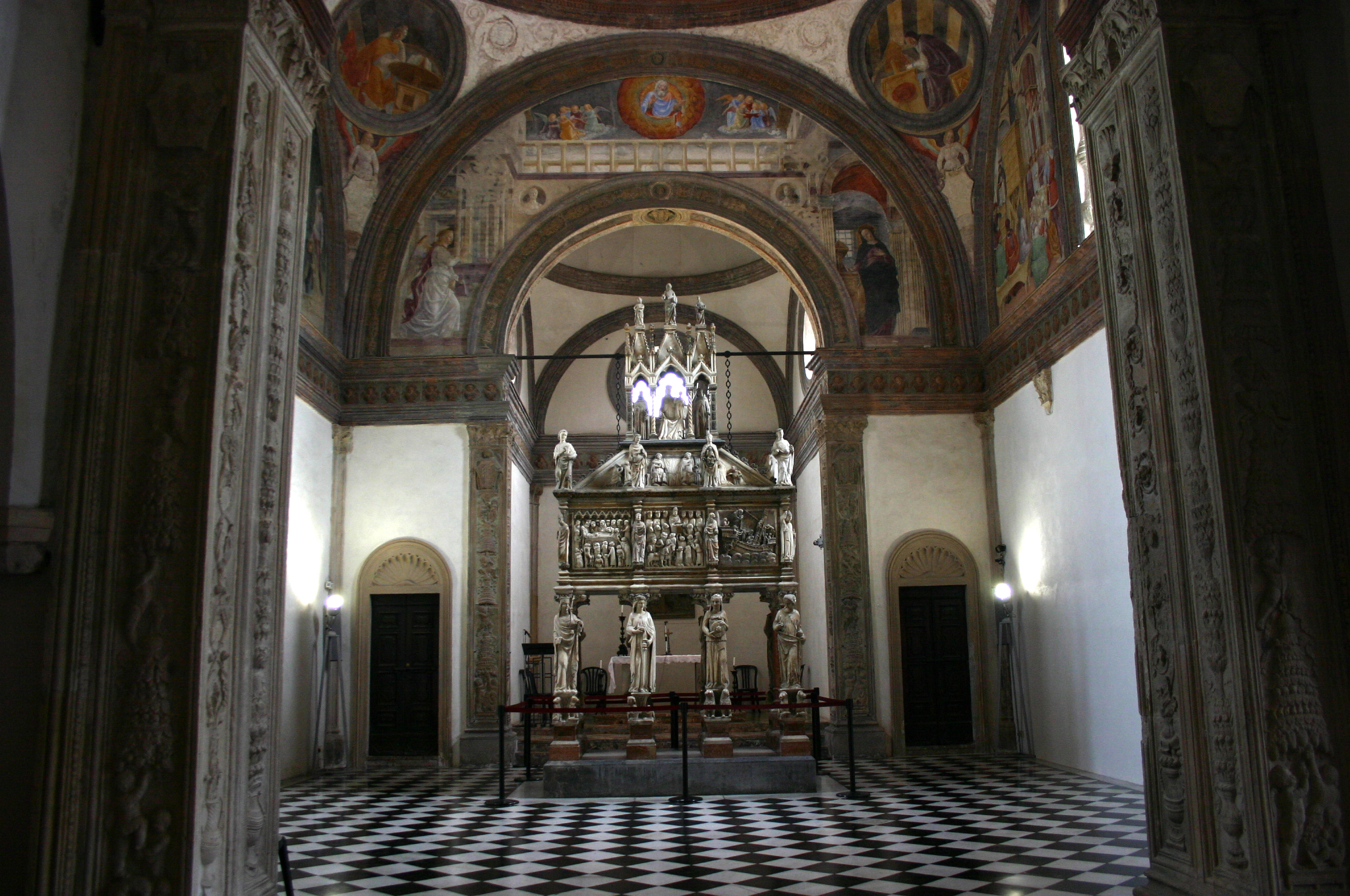
Cappella Portinari Miláno

## Munkássága
Első kiforrott műve, (1436-1444) melyet Cosimo de’ Medici rendelt meg, a San Marco kolostor együttes, melyhez ötszögletű apszisú, zord küllemű templomot és két kerengőt tervezett, valamint egy hosszvázas, háromhajós könyvtárat, ahol az ion típusú oszlopfők adnak hangsúlyos eleganciát. Ezt követően (1444)-ben kezdődik el a Santissima Annunziata-templom rekonstrukciója és bővítése,
melynek eredeti gótikus struktúráját kápolnákkal megtűzdelt térré alakította át, úgy, hogy falat emelt a hajók közé. Források szintén neki tulajdonítják a két kerengő és a sekrestye tervezését. Közreműködésének legfényesebb példája a kör alakú szószék, melyet, mint a szentélyt, a templom keleti végébe helyezett, a római Minerva-templom és Brunelleschi rotundájának, a Santa Maria degli Angelinek hatására. Akkoriban ez a terv két évtizeden át borzolta a kedélyeket, mivel tekintélyes firenzei személyiségek egyházi építmény céljára alkalmatlannak találták. Csak Alberti támogatásával valósulhatott meg, ő segítette Michelozzo tervének keresztülvitelét, s fejezte be 1470 és 1473 között.

### Palazzo Medici
Fő műve azonban a firenzei Via Largán található Medici-palota, melyet 1444 és 1459 között építettek, majd a 17. század folyamán a Riccardi családé lett, és ők bővítették. A Palazzo Medici-Riccardi felépítésével megalkotta a firenzei klasszikus kora reneszánsz palota típusát, meghatározva kora világi építőművészetét. A családi palota egyik viszonylag kis termét házi kápolnának rendezték be. A gazdagon díszített kazettás mennyezet mellett a kápolna Benozzo Gozzoli által 1460 körül készített híres freskói láthatók, amelyen a Királyok vonulását ábrázolja, úgy, hogy a bibliai történet szereplőivé a Medici-család tagjait teszi.
Az épület a központi mag – az udvar - köré szerveződik. Négy árkádsor fut körbe a négyszögletes udvar körül, s az épület homlokzati része kiugrik a hatalmas kőtömegből. A homlokzat három szintje élesen tagozódik, az alsón először jelenik meg a rusztikus kváderkőből készült lábazat. A belső udvarban (portikusz) kisméretű oszlopcsarnok és kerengő látható. A három szintet nyílások rendszere tagolja, az alsó szinten négyszögletes fülkék, a felsőn ablakok. A modell olyan sikert aratott, hogy a mestert több Medici-villa rekonstrukciójával is megbízták. Michelozzo munkájának köszönhetően, ezek a kisebb erődszerű építmények kevésbé szigorú küllemet mutatnak, hiszen ablakokat és belső udvarokat helyezett el bennük.  (Trebbióban, Careggiben, Caffaggiolóban és Fiesoléban)
Közreműködik a Santa Maria del Fiore befejező munkálatainál. Firenze jelképének építkezése elhúzódott egészen 1436-ig, akkor szentelték föl még lanterna (lámpás) nélkül, melynek építését 1444-ben kezdték meg Brunelleschi tervei alapján, Michelozzo, Bernardo Rossellino, és Antonio Manetti irányítása alatt.
A firenzei Palazzo Vecchio  udvarát Michelozzo 1453-ban építi át reneszánsz szellemben. Az udvar középpontjában állították fel később Verrocchio puttójával díszített kutat.
1446-ban kinevezik Brurlleschi utódául az Opera del Duomo első számú mesterének, s e tisztet 1451-ig töltötte be. 1460-tól Milánóban dolgozott Antonio Averlinóval, ők építették Sant'Eustorgio bazilika, Capella Portinari-kápolnáját és  díszeit, Miláno. Hírnevét Raguzában is ismerték, ahol a Palazzo dei Rettori és a Minceta-torony építésében működött közre. Munkássága mély nyomokat hagyott a reneszánsz építészetbe, jelentősen hozzájárulva Toscana fejlődéséhez.

## Egyéb művei
- Santa Croce-templom Medici-kápolnájának díszítése, Firenze (befejezve 1445)
- San Miniato al Monte-templom Medici-kápolnájának díszítése, Firenze (1437-51)
- Madonna terrakotta reliefjei (1437-1438)[5]
- Keresztelő szent János ezüst szobra, a firenzei  Battistero ezüst oltárának főalakja, Museo dell’ Opera del Duomo (firenzei dóm múzeum, 1452)[6]
- Sant’ Acostino-templom homlokzata, a kapuja fölött lévő alakok, Montepulciano, (1432)
- San Girolamo, Voltera, (1447-100)